# Die Eissphinx

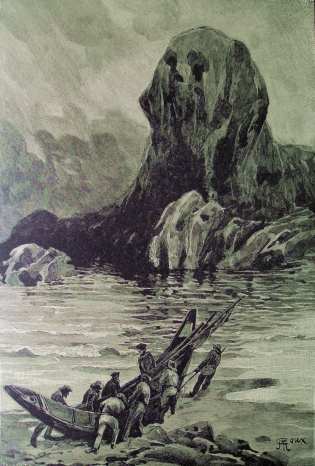
Die Expedition erreicht die Eissphinx, Original-Illustration von George Roux aus dem zweiten Band von Die Eissphinx

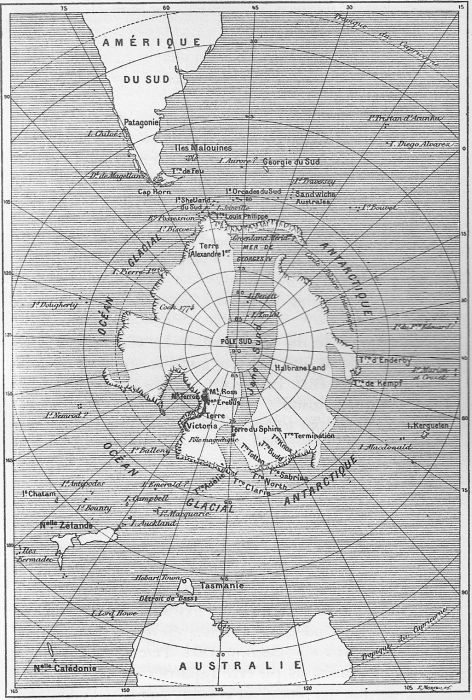
(Fiktive) Karte der Antarktis aus dem Roman, Original-Illustration von George Roux

Die Eissphinx (auch Verschollen im Eismeer, Das Abenteuer des Tom Jeorling oder Den Südpol erreicht)  ist ein phantastischer Roman des französischen Autors Jules Verne. Die Originalausgabe erschien 1897 in dem Verlag Pierre-Jules Hetzel in Paris unter dem französischen Titel Le Sphinx des glaces. Band I erschien am 24. Juni 1897 und Band II am 11. November 1897. Die deutschsprachige Ausgabe erschien 1898 unter dem Titel Die Eissphinx.
Das Buch ist die „Fortsetzung“ von Edgar Allan Poes einzigem Roman The Narrative of Arthur Gordon Pym of Nantucket. In diesem werden Pym sowie der Seemann Dirk Peters infolge einer Meuterei mit ihrem Schiff Grampus schiffbrüchig, sind zum Kannibalismus gezwungen und erreichen schließlich mit einem zweiten Schiff, der Jane Guy, das Südpolarmeer, wo sie auf der Insel Tsalal in Kontakt mit Eingeborenen treten, denen alles Weiße fremd ist. Die Besatzung der Jane wird von den Eingeborenen in einen Hinterhalt gelockt und größtenteils getötet, nur Pym und Peters gelingt die Flucht in einem Boot der Eingeborenen. Sie gelangen immer weiter nach Süden und begegnen, als sie sich dem Südpol nähern, einer mysteriösen Nebelwand und einer riesenhaften, schneeweißen Gestalt – an dieser Stelle bricht Der Bericht des Arthur Gordon Pym ab.

## Handlung

### 1. Band
Die Handlung spielt im Jahre 1839, ein Jahr nach der Veröffentlichung von Poes Buch und elf Jahre nach der Katastrophe in der Antarktis.
Jeorling, ein wohlhabender Amerikaner, hat auf den Kerguelen private Studien betrieben und wartet, von Langeweile genervt, auf ein Schiff, das ihn in die Heimat zurückbringt. Len Guy, der Kapitän des ersten Segelschiffes, das die Inselgruppe nach dem Winter anläuft, ist nur widerwillig bereit, Jeorling auf seiner Halbrane eine Passage bis Tristan da Cunha zu geben. Auf dem Weg dorthin finden sie auf einem driftenden Eisberg die Leiche eines Seemanns, den seine Notizen als Mitglied der Besatzung der Jane ausweisen. Offensichtlich haben deren Kapitän William Guy und ein paar seiner Leute den Anschlag auf Tsalal überlebt.
Len Guy, der Poes Buch bereits zuvor gegenüber Jeorling erwähnt hat, gibt sich als Williams Bruder zu erkennen und will die Halbrane für eine Rettungsexpedition nutzen. Jeorling bleibt an Bord, als die Besatzung die Falklandinseln anläuft, um das Schiff auszurüsten. Hier stößt auch ein gewisser Hunt, ein Mestize, zur Besatzung, der die Reise in den Süden mitmachen will.
Günstiges Wetter erlaubt der Halbrane, den Packeisgürtel rasch zu durchbrechen, hinter dem sie eisfreies Wasser und ein mildes Klima vorfinden, wie von Pym beschrieben. Ohne größere Probleme finden sie Bennets Insel und schließlich auch Tsalal selbst.
Die Insel hat sich gegenüber Pyms Beschreibung stark verändert. Nach einer offenbar kürzlich erfolgten Naturkatastrophe erscheint sie wie umgepflügt und ist unbewohnt. Auch von den Felszeichnungen, von denen Pym berichtete, ist nichts mehr zu finden. Von den Leuten der Jane Guy gibt es keine Spur mehr außer dem Halsband und den sterblichen Überresten von Pyms Hund Tiger. Zahlreiche Skelette, die sich auf der Insel finden, stammen wohl von Eingeborenen, die allerdings schon lang vor der Katastrophe gestorben sein müssen.

### 2. Band
Guy entschließt sich, nicht aufzugeben, sondern noch weiter südlich nach seinem Bruder zu suchen. Ein Teil der Besatzung mit einem gewissen Hearne als Sprecher will sich weigern und kann nur durch die Aussicht auf eine hohe Prämie umgestimmt werden.
Als die Halbrane weiter nach Süden fährt, stellt sich heraus, dass Hunt kein anderer als Dirk Peters ist: Er und Pym wurden auf ihrer Fahrt nach Süden getrennt, und nur Peters kehrte mit Pyms Tagebuch zurück, das schließlich von Poe stark ausgeschmückt veröffentlicht wurde. Peters will Pym auf jeden Fall wiederfinden. Er hat die falsche Identität aus Scham über den auf der Grampus begangenen Kannibalismus angenommen.
Die Halbrane läuft schließlich auf einen Eisberg auf und geht verloren. Mit nur noch einem Boot, das zu klein ist, alle Überlebenden aufzunehmen, aber genügend Vorräten, sind Guy und seine Leute dazu verurteilt, passiv mit dem Eisberg zu treiben. Nachdem sie so sogar den Südpol passiert haben und wieder nach Norden treiben, strandet der Eisberg noch innerhalb des Packeisgürtels an einer bis dahin unbekannten Landmasse. An dieser Küste richten sich die Seeleute auf eine Überwinterung ein, als Hearne mit seinen Männern das verbliebene Boot stiehlt und auf eigene Faust entkommen will.
Wenig später treibt an dem Lager der Männer der Halbrane ein Boot in der Bauart der Eingeborenen vorbei. Peters reagiert als erster, springt ins Wasser und sichert das Boot. Zu aller Überraschung findet er darin William Guy und seine Leute, die entkräftet und halb verhungert einen verzweifelten Versuch unternommen haben, nach Norden zu entkommen.
Sie erzählen, dass bald nach dem Anschlag auf Tsalal (aber erst nach der Flucht von Pym und Peters) Pyms Hund Tiger wieder aufgetaucht sei, der offensichtlich tollwütig geworden war. Aggressiv biss er die Eingeborenen, unter denen sich die bis dahin unbekannte Krankheit rasch ausbreitete. Die überlebenden Eingeborenen flüchteten auf die Nachbarinseln, so dass William Guy und seine Crew unbehelligt auf Tsalal leben konnten, bis ein Erdbeben die Insel verwüstete. Da auch die Nachbarinseln verwüstet waren, blieb Guys Leuten kein Weg, als die Fahrt nach Norden zu versuchen.
Die Männer der Jane werden gesund gepflegt, dann entschließen sich alle, mit dem Eingeborenenboot die Fahrt nach Norden zu wagen. Unterwegs begegnen ihnen seltsame magnetische Phänomene, die in der „Eissphinx“ gipfeln, einem einer Sphinx ähnlichen Felsblock, der durch die vom Erdmagnetfeld an die Pole fokussierten Partikelströme von der Sonne immens „aufgeladen“ wurde.
Hier finden sie die Leichen von Hearne und seinen Männern, denen das unglaublich starke Magnetfeld der Eissphinx zum Verhängnis wurde: Die Eisenteile ihres Bootes wurden von der Sphinx angezogen, bis es an ihren Felsen zerschellte. Guy und die anderen entgehen diesem Schicksal nur, da ihr Eingeborenenboot ohne Metallteile gebaut worden ist.
Zu den Füßen der Eissphinx finden sie auch die Leiche Pyms, der starb, nachdem das Metall der Muskete, die er umgehängt trug, magnetisch angezogen wurde. Pym konnte sich nicht mehr von der Eissphinx befreien und starb elend. Peters kommt auf der Stelle buchstäblich vor Gram um.
Die Überlebenden setzen die Fahrt ohne große weitere Zwischenfälle fort, erreichen schließlich das offene Meer und werden von dem amerikanischen Dreimaster Tasman gerettet, der sie nach Melbourne bringt.

### „Plot Hole“
Pyms Hund Tiger wird in The Narrative of Arthur Gordon Pym of Nantucket nicht mehr erwähnt, nachdem Pym und Peters die Meuterer auf der Grampus überwältigt haben; es ist anzunehmen, dass er im darauffolgenden Sturm ums Leben kam.
Da er in diesem Buch aber auf Tsalal wieder auftaucht, müsste er mit Pym und Peters überlebt haben. Das würde aber wiederum bedeuten, dass die Schiffbrüchigen – als die Vorräte auf dem Wrack der Grampus ausgingen – lieber einen der Ihren opferten und verspeisten, als den Hund zu töten und zu essen.